# 阿什伯勒 (北卡罗来纳州)
阿什伯勒（英語：Asheboro）位于美国北卡罗来纳州中部，是蘭道夫郡的县治所在。